# Hedyotis tetrandra
Hedyotis tetrandra là một loài thực vật có hoa trong họ Thiến thảo. Loài này được (Roxb.) Craib mô tả khoa học đầu tiên năm 1932.